# Roman (Korniew)
Roman, imię świeckie Andriej Wasiliewicz Korniew (ur. 6 grudnia 1972 w Biełowie) – rosyjski biskup prawosławny.

## Życiorys
Pochodzi z rodziny urzędniczej. Szkołę średnią ukończył w Mamontowie, następnie rozpoczął studia w Ałtajskim Instytucie Politechnicznym. W wieku dziewiętnastu lat przyjął chrzest w soborze Opieki Matki Bożej w Barnaule. W latach 1992–1994 odbywał zasadniczą służbę wojskową; w 1998 ukończył studia ze specjalnością inżyniera-mechanika samochodowego.
Po ukończeniu studiów, w 1999, rozpoczął naukę w szkole duchownej w Barnaule i 13 października tego samego roku złożył przed biskupem barnaułskim i ałtajskim Antonim wieczyste śluby mnisze, z imieniem zakonnym Roman, przyjętym na cześć Romana Melodosa. Cztery dni później został wyświęcony na hieromnicha. Służył w soborze Opieki Matki Bożej w Barnaule, był również członkiem rady eparchialnej eparchii barnaułskiej i p.o. spowiednika słuchaczy szkoły duchownej.
W 2002, gdy uzyskał dyplom szkoły duchownej w Barnaule, zamieszkał w monasterze Kazańskiej Ikony Matki Bożej w Korobiejnikowie. W 2004 biskup barnaułski i ałtajski Maksym mianował go p.o. namiestnika klasztoru, zaś w 2008 Święty Synod Rosyjskiego Kościoła Prawosławnego powierzył mu obowiązki namiestnika na stałe. W 2009 otrzymał godność ihumena. Rok później wszedł w skład sądu cerkiewnego eparchii barnaułskiej.
W 2012 ukończył naukę w seminarium duchownym w Barnaule.
16 lipca 2013 Święty Synod nominował go na biskupa pomocniczego eparchii barnaułskiej z tytułem biskupa rubcowskiego. W tym samym roku otrzymał godność archimandryty. Jego chirotonia biskupia odbyła się 29 września 2013 w Monasterze Nowospasskim, pod przewodnictwem patriarchy moskiewskiego i całej Rusi Cyryla.
W 2015 został ordynariuszem nowo utworzonej eparchii rubcowskiej.